# BEAST v1.7.5
BEAST  es una multiplataforma para el análisis molecular mediante inferencia bayesiana con algorítmos MCMC. Está orientado a enraizar, calibrar en el tiempo filogenias usando relojes moleculares estrictos o relajados. Puede usarse como método de reconstrucción de filogenias pero también para testar hipótesis evolutivas sin condicionamiento a una simple topología de un árbol filogenético dado. BEAST usa MCMC para evaluar el espacio del árbol, por lo que, cada árbol es igualmente proporcional a su probabilidad posterior. Incluye una interfaz simple para llevar a cabo análisis estándar y una suite de programas para analizar los resultados.